# Gérard de Nerval
Pour les articles homonymes, voir Nerval.
Gérard Labrunie, dit Gérard de Nerval, est un écrivain et un poète français, né le 22 mai 1808 à Paris, où il est mort le 26 janvier 1855. Figure majeure du romantisme français, le « plus pur des écrivains romantiques de la France » selon Georges Gusdorf, il est essentiellement connu pour ses poèmes et ses nouvelles, notamment son ouvrage Les Filles du feu (1854), recueil de nouvelles qui comprend Sylvie et les sonnets Les Chimères, et sa nouvelle Aurélia publiée en 1855. Il a aussi publié un récit de voyage, le Voyage en Orient (1851).
Son œuvre, où le rêve, la mystique et l'ésotérisme sont omniprésents, se caractérise souvent par un aspect changeant qui se joue des contingences de l'espace et du temps, afin de reconstituer un univers poétique où la réalité, le songe et le souvenir se confondent, mais aussi l'histoire humaine qui finit par se mêler à sa mémoire personnelle. Cet univers intime du poète est en permanence placé sous le signe d'une quête de l'idéal féminin, dont il a poursuivi dans son œuvre et dans sa vie ce qui lui semblait être ses diverses incarnations, au travers de ses amours, des déesses antiques ou même de la Vierge.
Sombrant tôt dans une folie qui lui accorde néanmoins de longues périodes de lucidité, il finira par se suicider lors d'une glaciale nuit d'hiver. Héritier direct des romantiques allemands qu'il contribue à faire découvrir en France, il aura une grande influence chez les symbolistes et même chez les surréalistes, par son intérêt pour l'intériorité psychique et notamment pour les rêves.

## Biographie

### Jeunesse
Gérard est le fils d'Étienne Labrunie, médecin militaire, et de Marie-Antoinette Laurent, fille d'un marchand linger de la rue Coquillière. Les parents de Marie-Antoinette étaient propriétaires du clos de Nerval, à moins d'un kilomètre de Loisy, hameau de Ver-sur-Launette. Le bois de Nerval se développe sur les communes de Mortefontaine, Ver-sur-Launette et Othis.
Il naît le 22 mai 1808, vers 20 heures, à Paris, au 96, rue Saint-Martin (actuellement le no 168). Baptisé le 23 à Saint-Merri, il est confié quelques mois plus tard à une nourrice de Loisy. Son père est nommé le 8 juin suivant médecin militaire adjoint à la Grande Armée, il est rapidement promu médecin et attaché, le 22 décembre, au service de l'armée du Rhin. Le 29 novembre 1810, sa mère meurt à Glogau, en Silésie, alors qu’elle accompagnait son mari. De 1808 à 1814, Gérard est élevé par son grand-oncle maternel, Antoine Boucher, à Loisy, à Saint-Germain-en-Laye et à Paris. Au printemps 1814, son père retrouve la vie civile et s'installe avec son fils à Paris, au 72 rue Saint-Martin. Gérard reviendra dans ces lieux évoqués dans nombre de ses nouvelles.
En 1822, il entre au collège Charlemagne, où il a pour condisciple Théophile Gautier. C'est en classe de première (année scolaire 1823-1824) qu'il compose son premier recueil resté manuscrit de cent quarante pages : Poésies et Poèmes par Gérard L. 1824 qu'il donnera plus tard à Arsène Houssaye en 1852.
Il a déjà écrit, sous le nom de Gérard L. un panégyrique de Napoléon Ier : Napoléon ou la France guerrière, élégies nationales, publié chez Ladvocat et réédité en 1827 par Touquet. L'année suivante, il écrit deux Épîtres à Monsieur Duponchel caché sous le pseudonyme de « Beuglant ». Dès juillet 1826, il se lance dans la satire à la suite du scandale de l'Académie française qui a préféré Charles Brifaut à Alphonse de Lamartine. Il compose alors une Complainte sur l'immortalité de Monsieur Briffaut (orthographe de l'auteur), puis une pièce dans le même esprit : L'Académie ou les membres introuvables, ce qui lui valut d'être recalé au concours de l'Académie en 1828.
Le 28 novembre 1827, le Journal de la Librairie annonce la parution de sa traduction de Faust en volume in-32 qui porte le titre : Faust, tragédie de Goethe, traduite par Gérard (1828). Théophile Gautier rappellera dans La Presse du 30 janvier 1853 les mots de Goethe écrits au jeune traducteur : « Je ne me suis jamais si bien compris qu'en vous lisant. »

### Poésie et politique
Entre 1829 et 1832, Nerval aurait été successivement clerc de notaire, apprenti imprimeur et étudiant en médecine. Mais la littérature le requiert. Dans les rangs des jeunes romantiques, il fait partie de la « claque » de soutien à Victor Hugo lors de la bataille d'Hernani, dont la fameuse soirée du 25 février 1830.
Il mène alors deux importants projets : une anthologie de la poésie allemande et une anthologie de la poésie française de la Renaissance, deux ouvrages qui requièrent une abondante documentation en bibliothèque. La première anthologie parait en février 1830, la seconde en octobre de la même année, toutes deux sous le pseudonyme de M. Gérard. Ces deux ouvrages ne rencontrent pas un succès éclatant.
1830 est aussi l'année de deux révolutions, auxquelles il prend part : la révolution romantique et la révolution politique des Trois Glorieuses. Les barricades lui inspirent un poème-fleuve : Le peuple, son nom, sa gloire, sa force, sa voix, sa vertu, son repos, publié en août 1830.
Il publie encore de nombreux vers durant le premier semestre 1831 : si l'on excepte l’odelette Avril, une bonne part de son inspiration est alors politique, comme la chanson En avant, marche !, à la gloire des soulèvements belges et polonais, et le pamphlet Nos adieux à la Chambre des Députés de l'an 1830 ou Allez-vous-en vieux mandataires. Il écrit également des pièces de théâtre d’inspiration médiévale et romantique. Deux de ses œuvres (aujourd'hui perdues) sont reçues au théâtre de l'Odéon : Le Prince des sots et Lara ou L'expiation.

### Le Petit-Cénacle

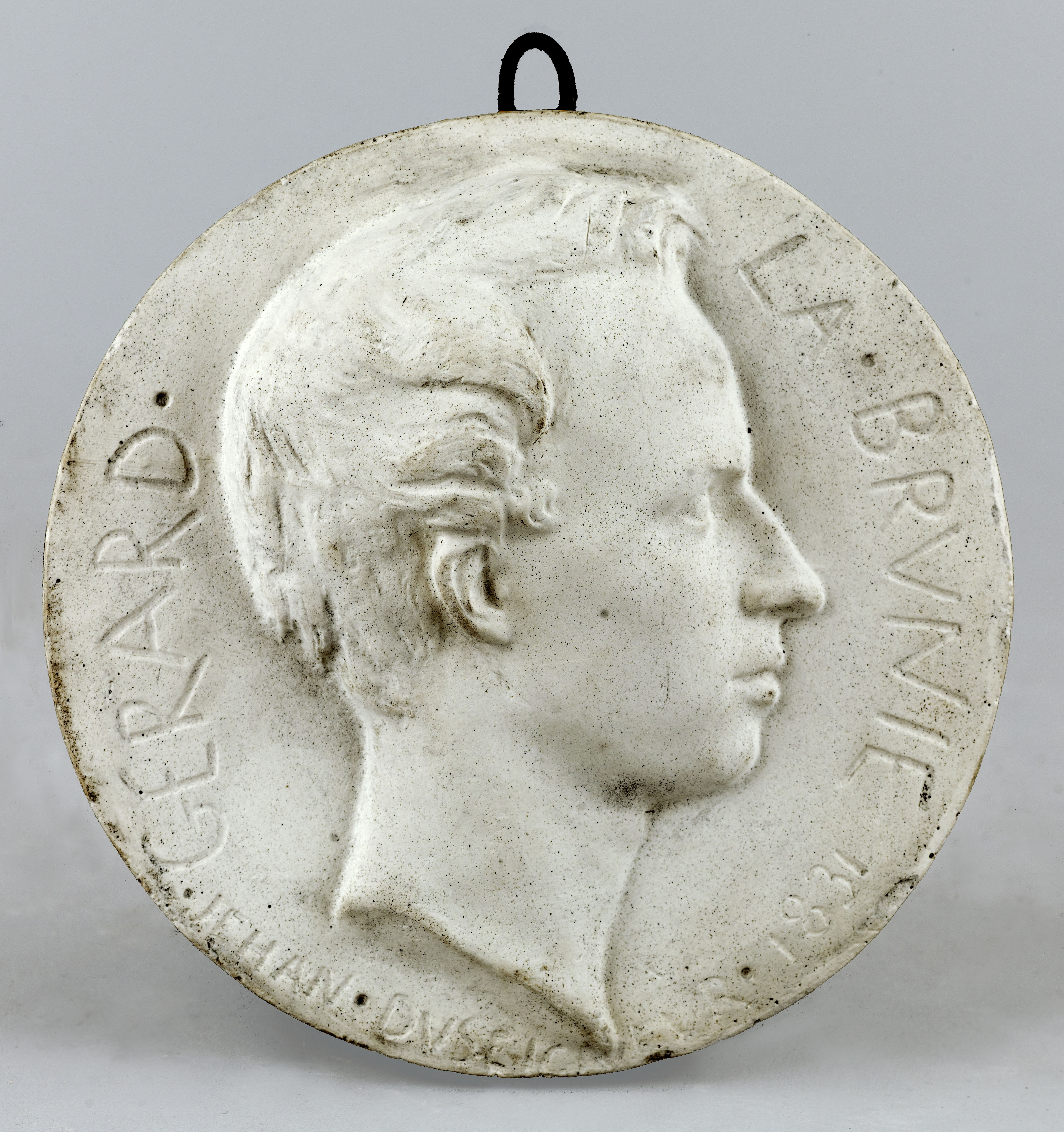
Gérard Labrunie - 1831, médaillon sculpté par Jehan Du Seigneur, Paris, musée Carnavalet.

Gérard fréquente alors le Petit-Cénacle, un cercle amical formé à l'imitation du Cénacle rassemblé rue Notre-Dame-des-Champs autour de Victor Hugo. C'est le sculpteur Jehan Du Seigneur qui reçoit ses amis dans son atelier, installé dans une boutique de marchand de légumes : il y a notamment là Pétrus Borel, Célestin Nanteuil, Camille Rogier, Philothée O'Neddy, Auguste Maquet, alors surnommé Mac-Keat, etc.
Le Petit-Cénacle semble avoir une grande propension au chahut, à la boisson, aux farces et au « bousin », ce qui justifie leur nom de « bousingots ». C'est à la suite d'un de leurs tapages que les agents du guet arrêtent Nerval et plusieurs de ses amis. Enfermé à la prison Sainte-Pélagie à l’automne 1831, Nerval y écrit le poème Cour de prison, publié en décembre 1831.
En janvier 1834, à la mort de son grand-père maternel, il hérite d'environ 30 000 francs. Parti à l'automne dans le Midi de la France, il passe la frontière, à l'insu de son père, et visite Florence, Rome puis Naples. À son retour à Paris, Gérard s’installe, avec Arsène Houssaye, Camille Rogier et Théophile Gautier, dans un bâtiment promis à la démolition situé impasse du Doyenné, à l'intérieur même de la cour du Louvre. Le groupe projette de publier un recueil collectif, Les Contes du Bouzingo, mais seul le conte de Nerval, La Main de gloire, paraît en septembre 1832.
Il est membre de la goguette des Joyeux et de la goguette des Bergers de Syracuse.
Avec Anatole Bouchardy (frère du « bousingot » Joseph Bouchardy), il fonde Le Monde dramatique, ambitieuse revue hebdomadaire dont le premier numéro paraît le 9 mai 1835, mais que, lourdement endetté, il doit finalement vendre dès 1836.
Nestor Roqueplan lui ouvre alors les colonnes de son journal conservateur, La Charte de 1830, où il écrit quelques feuilletons dramatiques.
En décembre 1836, une publicité du Figaro emploie pour la première fois le pseudonyme de « Gérard de Nerval », utilisé en hommage au domaine familial, et annonce la parution prochaine du Canard de Vaucanson — livre qui ne sera semble-t-il jamais écrit.

### Jenny Colon
« La première fois que Gérard me vit, ce fut le 25 avril 1833, au Théâtre des Variétés, lors de la représentation de Madame d’Egmont ou Sont-elles deux ? C’était un vaudeville de François Ancelot et d’Alexis Decomberousse. J’y jouais un double rôle épuisant, celui d’une grande comtesse et d’une modeste servante, dont on découvrait à la fin qu’il s’agissait d’une seule et même personne. ».
Gérard de Nerval est ébloui par l’actrice Jenny Colon et vient la voir jouer tous les soirs, sans se manifester davantage.  « Il fallait qu’elle apparût reine ou déesse, et surtout n’en pas approcher ». Il l'encense dans les articles de son Monde dramatique.
Il fréquente alors le salon de Madame Boscary de Villeplaine, où une rivalité amoureuse secrète l'oppose au financier William Hope pour la conquête de l'actrice.
Pour elle, il écrit le livret d’une opérette qu’Alexandre Dumas va signer seul, Piquillo. Dumas le présente enfin à Jenny fin 1837. Piquillo est créé à l’Opéra-Comique le 31 octobre 1837 sur une musique d'Hippolyte Monpou. Jenny y tient le premier rôle (que Nerval a écrit en pensant à elle). Entre Jenny et Nerval, pendant quelques mois, se noue une idylle, bientôt brisée par le mariage de Jenny avec le flûtiste Louis-Marie-Gabriel Leplus, le 11 avril 1838.
Durant l'été 1838, il voyage en Allemagne avec Dumas pour préparer Léo Burckart, pièce retardée par la censure. Après la première de L'Alchimiste, écrite en collaboration avec Dumas, le 10 avril 1839, Léo Burckart est finalement créé au théâtre de la Porte-Saint-Martin le 16 avril. Dans le même temps, il publie Le Fort de Bitche (25-28 juin) dans Le Messager et Les Deux rendez-vous (15-17 août) – qui deviendra plus tard Corilla – dans La Presse. Puis, en novembre, il part pour Vienne, où il rencontre la pianiste Marie Pleyel à l'Ambassade de France et s'en éprend.
De retour en France en mars 1840, il remplace Gautier, alors en Espagne, pour le feuilleton dramatique de La Presse. Après une troisième édition de Faust, augmentée d'une préface, et de fragments du Second Faust en juillet, il part en octobre en Belgique. Le 15 décembre a lieu la première de Piquillo à Bruxelles, où il revoit Jenny Colon et Marie Pleyel.
À la suite d'une première crise de folie le 23 février 1841, il est soigné chez Marie de Sainte-Colombe, qui tient la « maison de correction Sainte-Colombe », créée en 1785 au 4-6 rue de Picpus. Le 1er mars 1841, Jules Janin publie un article nécrologique dans le Journal des Débats, ce qui n’arrange pas la santé mentale de Nerval. Après une seconde crise, le 21 mars, il est interné dans la clinique du docteur Esprit Blanche, à Montmartre, au château des Brouillards, de mars à novembre. Au bas d'un portrait photographique de lui, Gérard de Nerval écrit : « Je suis l'autre ». 
En même temps que Nerval est interné, Jenny Colon lutte contre une « phtisie » qui se déclare dès le début de l’année 1841 et meurt à Paris, le 3 juin 1842. La nouvelle de sa mort parvient à Nerval et ébranle encore sa santé mentale. Il décide de partir en Orient en décembre 1842.
Selon certains commentateurs, il aurait voué un culte idolâtre à Jenny Colon, même après la mort de celle-ci en 1842[réf. souhaitée]. Elle serait la figure de la Mère perdue, mais aussi de la Femme idéale où se mêlent, dans un syncrétisme caractéristique de sa pensée, Marie, Isis, la reine de Saba, ce qui est débattu par les spécialistes de Nerval. 
De fait, Jenny morte obsède Nerval, qui croit dans le monde des esprits, et lui inspire ses ouvrages les plus célèbres : Sylvie, paru en 1853, Aurélia, paru en 1855 (on retrouve le manuscrit sur lui après son suicide) ainsi que Corilla, cité plus haut (1839), Jemmy (1843), et elle apparaît peut-être dans le sonnet « El Desdichado » et dans d’autres poèmes des Chimères, comme « Delfica ».

### Voyage en Orient

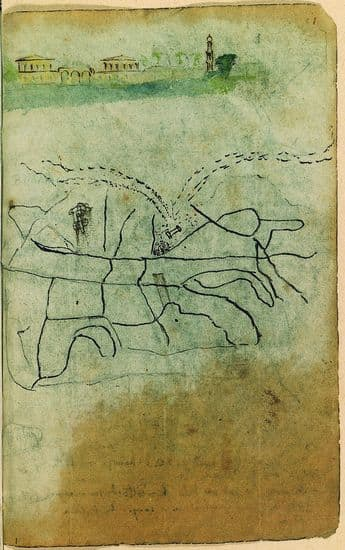
Bords du Nil et ébauche d'un plan du Caire par Gérard de Nerval, Carnet de voyage en Orient, 1843.

Le 22 décembre 1842, Nerval quitte Paris pour Marseille, d'où il embarque le 1er janvier 1843 pour Syra via Malte. Il arrive le 16 à Alexandrie. Il séjourne au Caire jusqu'au début du mois de mai puis visite la Syrie. En juillet, il part de Beyrouth pour Constantinople, faisant étapes à Chypre, Rhodes et Smyrne. Le 28 octobre 1843, il rembarque, pour Naples via Malte. Il est de retour à Marseille le 5 décembre. Il publie ses premiers articles relatifs à son voyage l'année suivante. En septembre et octobre 1844, il part avec Arsène Houssaye, directeur de L'Artiste, en Belgique et aux Pays-Bas. De juin à septembre 1845, il remplace Gautier, alors en Algérie, dans La Presse.
Entre 1844 et 1847, Nerval voyage en Belgique, aux Pays-Bas, à Londres… et rédige des reportages et impressions de voyages. En même temps, il travaille comme nouvelliste et auteur de livrets d’opéra ainsi que comme traducteur des poèmes de Heinrich Heine (recueil imprimé en 1848).
Il achève le récit de ses voyages, quelque peu romancé à la manière de Chateaubriand et construit comme un chemin initiatique, dans son Voyage en Orient qui paraît en 1851. Il affirme dans une lettre au docteur Émile Blanche (qui a succédé à son père), datée du 22 octobre 1853, avoir été initié aux mystères druzes lors de son passage en Syrie, où il aurait atteint le grade de « refit », l’un des plus élevés de cette confrérie. Toute son œuvre est fortement teintée d’ésotérisme et de symbolisme, notamment alchimique et maçonnique. Alors qu’on l'accuse d’être impie, il s'exclame : « Moi, pas de religion ? J’en ai dix-sept… au moins. »

### Fin de vie
Nerval vit ses dernières années dans la détresse matérielle et morale. C'est à cette période qu'il achève ses principaux chefs-d’œuvre, réalisés pour se purger de ses émotions sur les conseils du docteur Émile Blanche pour le premier, pour la dimension cathartique du rêve et contre l'avis du docteur Blanche pour le second : Les Filles du feu, Aurélia ou le Rêve et la Vie (1853-1854).

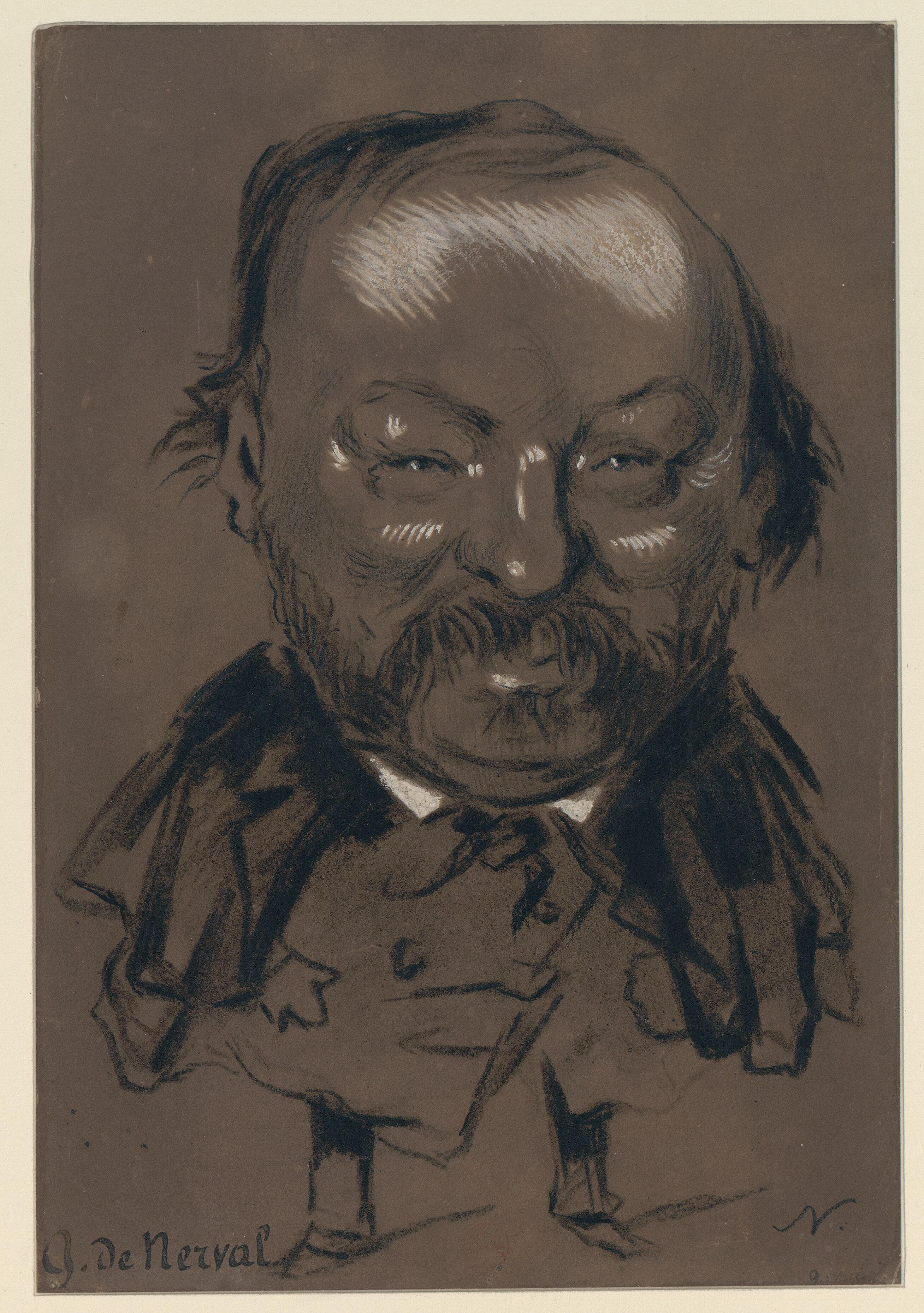
Gérard de Nerval caricaturé par Nadar.
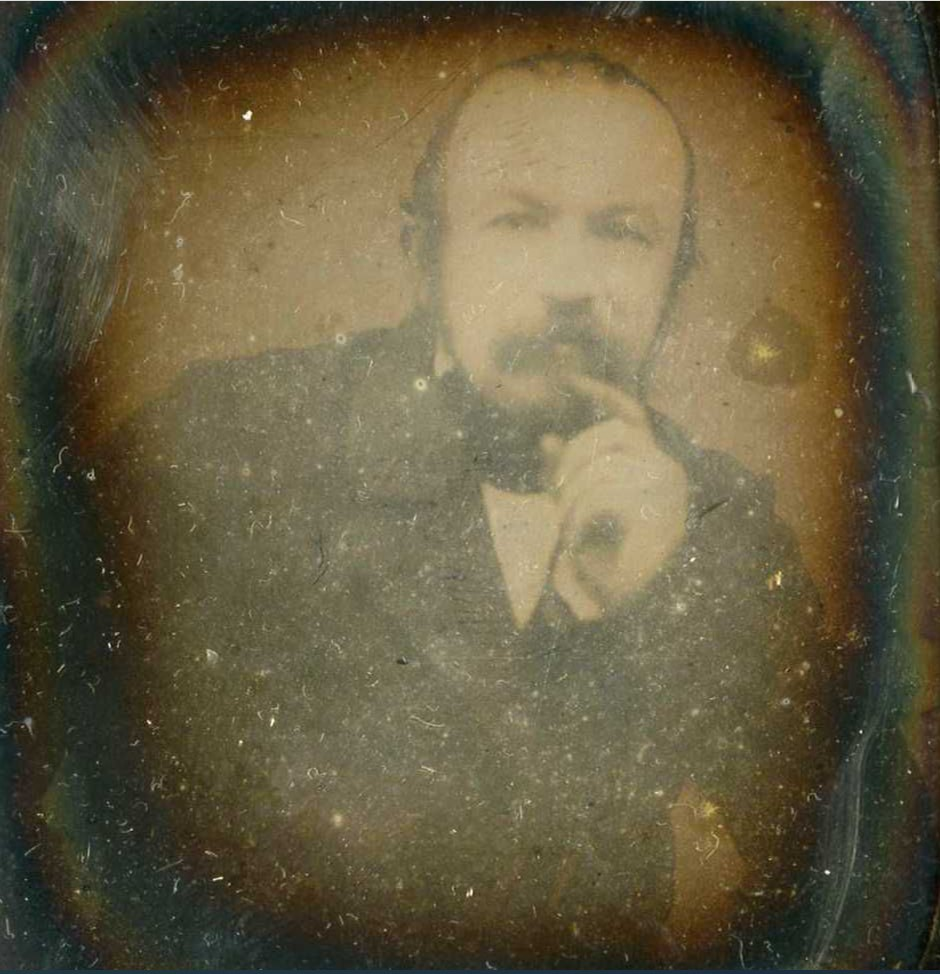
Portrait photographique de Gérard de Nerval, daguerréotype d'Adolphe Legros, vers 1853-1854.
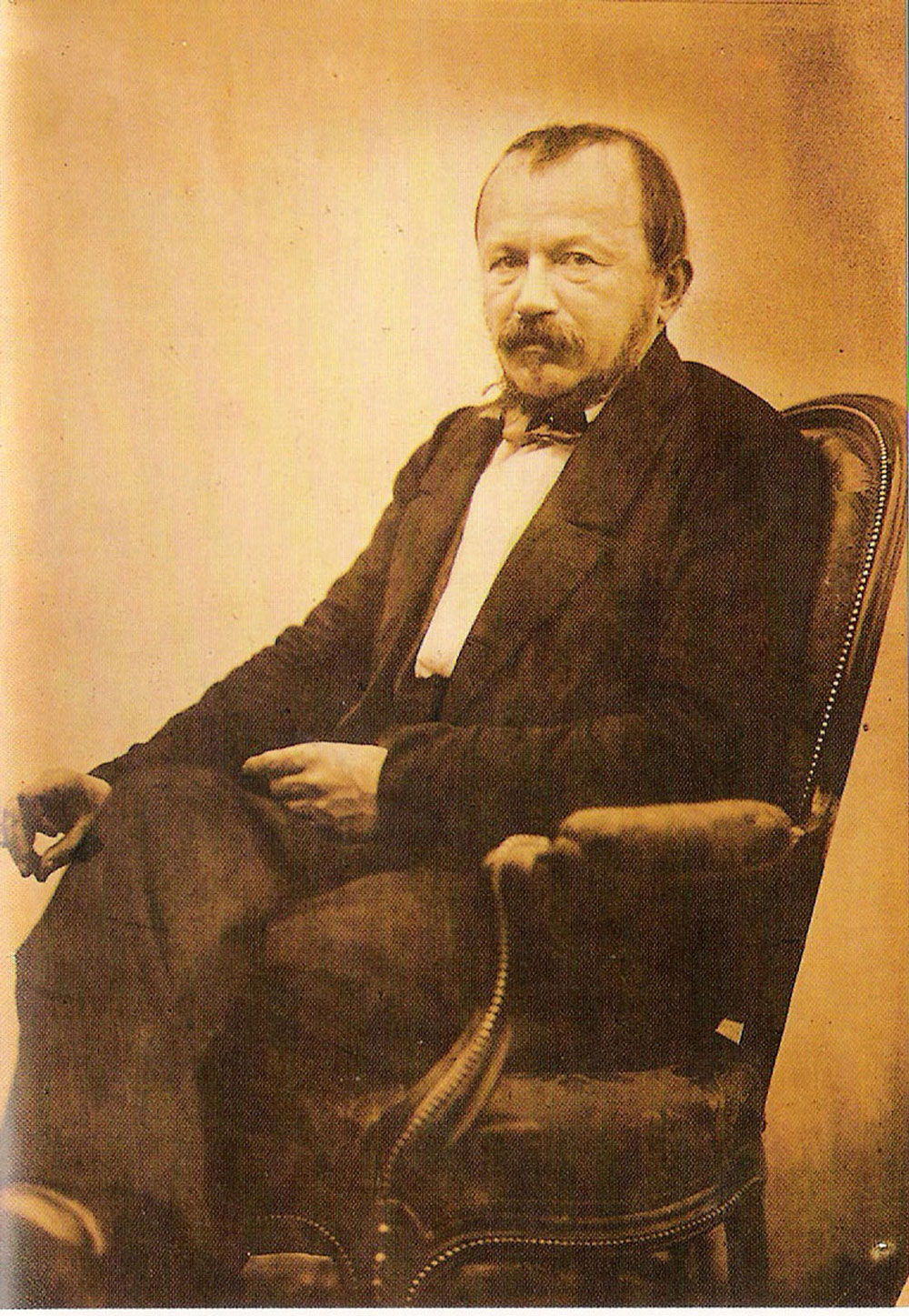
Photographie de Gérard de Nerval par Nadar, vers 1854-1855.

### Mort

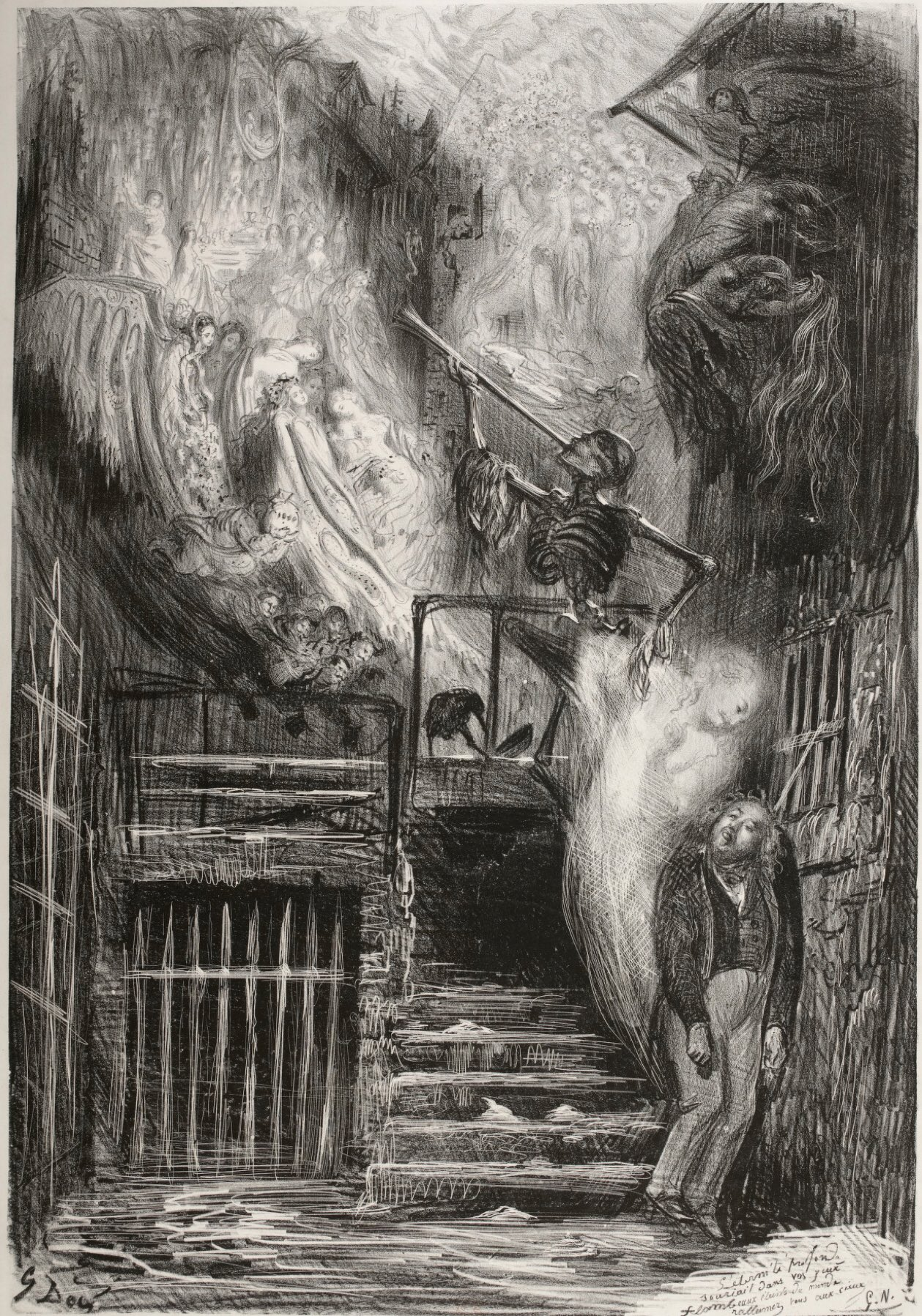
Gustave Doré, La Rue de la Vieille-Lanterne : le Suicide de Gérard de Nerval, 1855.

Le 26 janvier 1855, on le trouve pendu aux barreaux d'une grille qui ferme un égout de la rue de la Vieille-Lanterne (voie aujourd'hui disparue, qui était parallèle au quai de Gesvres et aboutissait place du Châtelet). Le lieu de son suicide se trouverait probablement à l'emplacement du théâtre de la Ville, pour « délier son âme dans la rue la plus noire qu’il pût trouver », selon la formule de Baudelaire, lequel demeura persuadé que la version du meurtre était la seule possible.
Parmi ses amis, certains comme Arsène Houssaye émirent l'hypothèse d'un assassinat perpétré par des rôdeurs, au cours d'une de ses promenades habituelles dans des lieux mal famés. D'autres, comme Théophile Gautier ou Nadar, furent convaincus qu'il s'agissait d'un suicide,. Certains pensèrent à un crime rituel maçonnique : Gérard aurait dévoilé des secrets maçonniques dans L'Histoire de la reine du matin et de Soliman prince des génies, de son Voyage en Orient[réf. nécessaire]. Depuis lors, la question a fait l'objet de nombreux débats. Le doute concernant un assassinat subsiste car il fut retrouvé avec son bolivar sur la tête alors que celui-ci aurait normalement dû tomber du fait de l'agitation provoquée par la strangulation.
On retrouva une lettre dans laquelle il demandait 300 francs, somme qui, selon lui, aurait suffi pour survivre durant l'hiver.
Le 30 janvier 1855, la cérémonie funéraire eut lieu à la cathédrale Notre-Dame de Paris, cérémonie religieuse accordée du fait de son état mental, malgré son suicide présumé, avec, entre autres, Alexandre Dumas, Auguste Maquet, le bibliophile Jacob, Henri Delaage, Nadar. Théophile Gautier et Arsène Houssaye payèrent pour lui une concession au cimetière du Père-Lachaise.

## Postérité
C'est auprès des symbolistes à la fin de son siècle, puis auprès des surréalistes que l'œuvre de Nerval trouvera le plus d'écho. André Breton, dans le premier Manifeste du Surréalisme, écrira : « Nerval possède à merveille l'esprit dont nous nous réclamons ». Il ajoute qu'à la place du mot surréalisme, lui et ses compagnons auraient pu tout aussi bien élire le mot supernaturalisme employé par Nerval à propos des Chimères.

## Hommages
- Plaques dans le square de la Tour-Saint-Jacques (Paris) avec un médaillon de Jehan Du Seigneur.
- Il a été construit, en 1967[21], un collège à Vitré au nom de Gérard de Nerval[22]. Depuis, plusieurs d'établissements publics portent le nom de Nerval : lycées à Soissons, Luzarches, Noisiel ; collèges à Crépy-en-Valois, Village-Neuf, Huningue.

## Œuvres

### Poésie

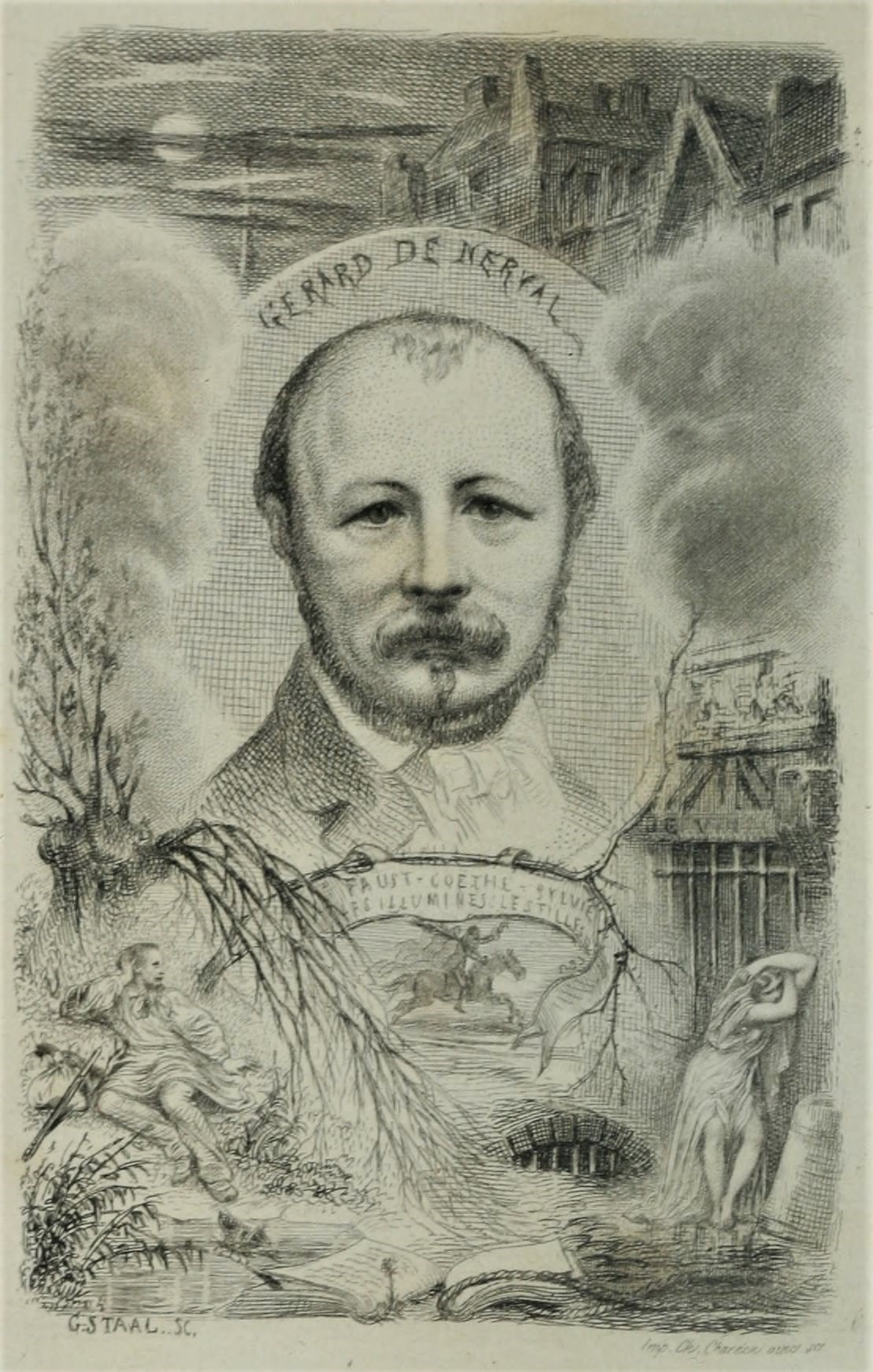
Frontispice de l'ouvrage d'Alfred Delvau, Gérard de Nerval, sa vie et ses œuvres, Paris, 1865.
Eau-forte de Gustave Staal.

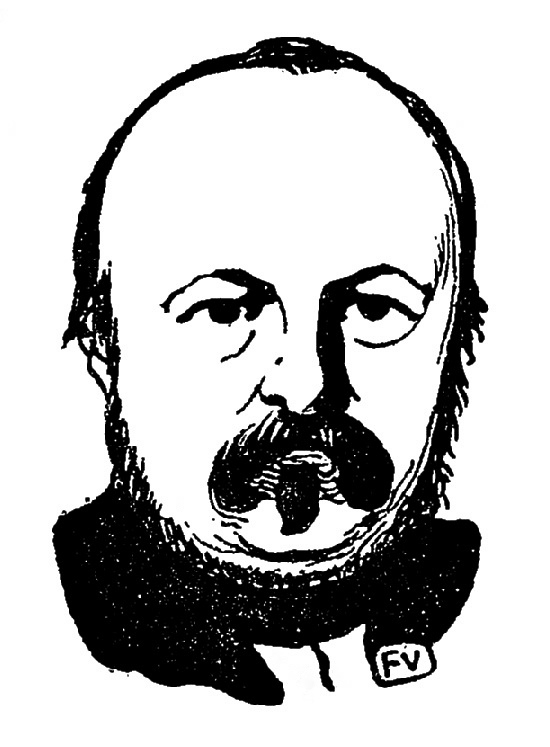
Gérard de Nerval vu par Félix Vallotton.

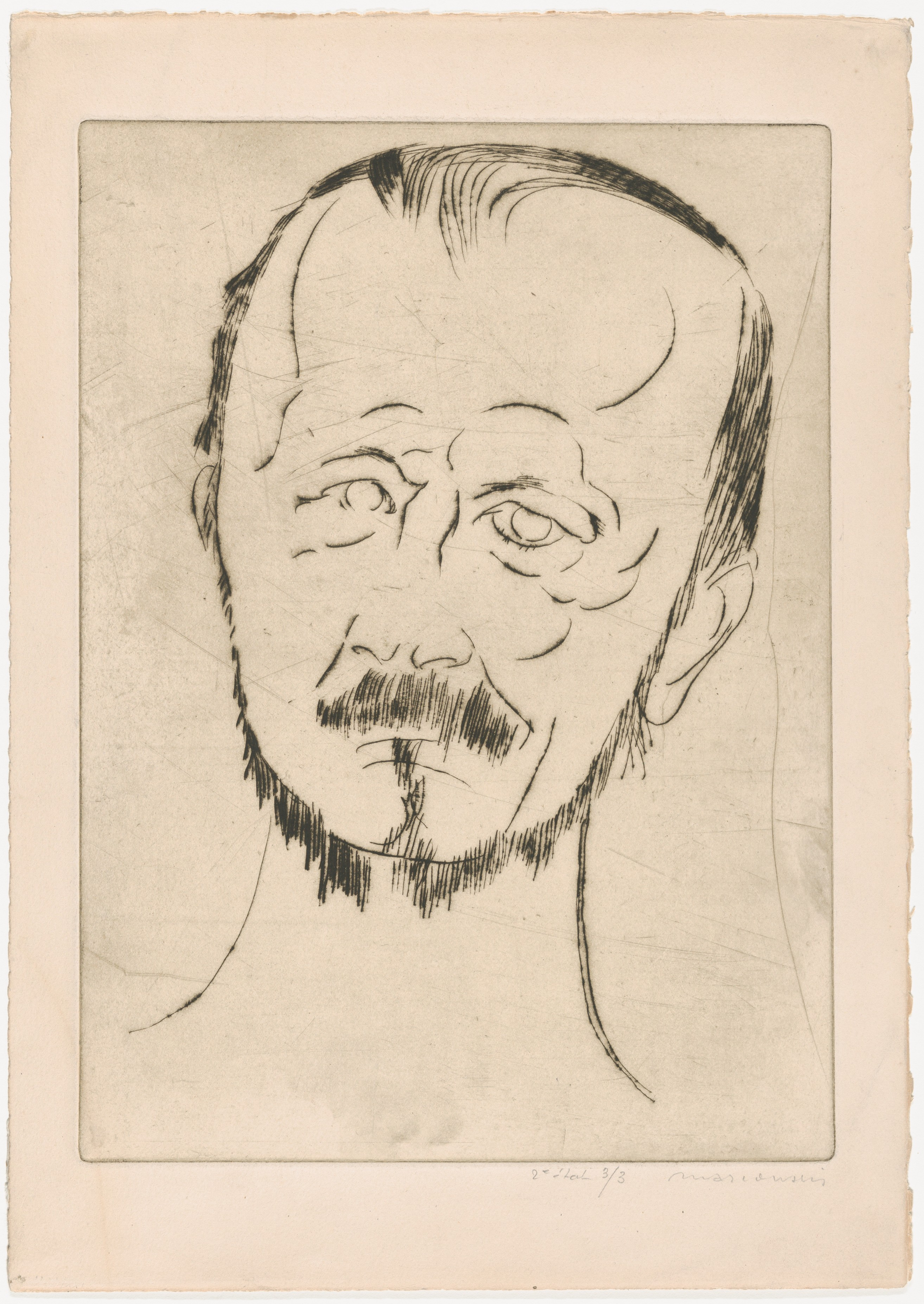
Gérard de Nerval vu par Louis Marcoussis, 1937, Metropolitan Museum of Art.

- Napoléon et la France guerrière, élégies nationales (1826)
- Napoléon et Talma, élégies nationales nouvelles (1826)
- L'Académie ou les membres introuvables (1826), comédie satirique en vers. Lire en ligne.
- Le Peuple (1830), ode
- Nos adieux à la Chambre des Députés ou « allez-vous-en, vieux mandataires » (1831)
- Odelettes (1834), dont Une allée du Luxembourg
- Petits châteaux de Bohème (1853)
- Les Chimères (1854)

### Contes, nouvelles et récits
- La Main de gloire : histoire macaronique ou La Main enchantée (1832)
- Raoul Spifame, seigneur des Granges (1839), biographie romancée, publiée ensuite dans Les Illuminés
- Histoire véridique du canard, essai[23] (1845)
- Scènes de la vie orientale (1846-1847)
- Le Monstre vert (1849)
- Le Diable rouge, almanach cabalistique pour 1850
- Les Confidences de Nicolas (1850), publiée ensuite dans Les Illuminés Édition critique de Michel Brix, 2007.
- Les Nuits du Ramazan (1850)
- Les Faux Saulniers, histoire de l’abbé de Bucquoy (1851)
- Voyage en Orient (1851)
- Contes et facéties (1852)
- La Bohème galante (1852)
- Lorely, souvenirs d’Allemagne (1852)
- Les Illuminés 'ou les précurseurs du socialisme' (1852)
- Les Nuits d'octobre (1852)[24] Les Nuits d'octobre parurent en plusieurs livraisons dans « L'Illustration », d'octobre à novembre 1852, avant de connaître des rééditions tirées à part.
- Sylvie (1853)
- Les Filles du feu : Angélique, Sylvie, Chansons et légendes du Valois, Jemmy, Isis, Émilie, Octavie, Corilla, Les Chimères (1854)
- Promenades et souvenirs (1854)
- Aurélia ou le Rêve et la Vie (1855)
- La Danse des morts (1855)

### Romans
Nerval a écrit deux romans :
- Le Prince des sots, tiré de la pièce du même titre de Nerval, fut publié par Louis Ulbach en 1888, mais sous une forme très altérée. Le véritable texte de Nerval fut publié en 1962 par Jean Richer. Ce roman, fort méconnu, porte sur le règne de Charles VI le Fol.
- Le Marquis de Fayolle, paru en feuilletons en 1849 dans le journal Le Temps, fut laissé inachevé par son auteur, et fut achevé par Édouard Gorges et publié en 1856[GdN 10]. L'action porte sur la Révolution en Bretagne. On peut trouver la version authentique de Nerval dans la collection de la Pléiade.

### Théâtre
N'ont été publiées au XIXe siècle que sept pièces personnelles de Nerval. Les titres, voire le texte, d'autres pièces non publiées, nous sont également parvenus.
Les deux plus anciens titres sont parus sous la forme de plaquettes :
- Monsieur Dentscourt ou Le Cuisinier d'un grand homme (1826) ;
- L'Académie ou Les Membres introuvables (1826).

Les quatre titres suivants sont issus de la collaboration entre Alexandre Dumas et Nerval :
- Piquillo (1837), drame signé par Dumas ;
- Caligula (1837), drame en collaboration avec Dumas ;
- L'Alchimiste (1839), drame signé par Dumas. C'est surtout le début de la pièce qui porte la marque de Nerval ;
- Léo Burckart (1839), drame signé par Nerval.

Nerval publia ensuite :
- Les Monténégrins (1849), drame, en collaboration avec Jules-Édouard Alboize de Pujol. Musique de Armand Limnander de Nieuwenhove. Il existe une première version, différente, sous forme de manuscrit, de cette pièce, qui date de 1848 ;
- L'Imagier de Harlem (1852), drame relatif aux premiers temps de l'imprimerie, avec Méry et B. Lopez.

Il subsiste des fragments ou des indications, sous forme de manuscrit, des pièces suivantes (toutes ces pièces n'ont pas été forcément achevées) :
- Nicolas Flamel (1830), inspiré de Nicolas Flamel ;
- Faust (années 1830) ;
- Lara ou L'Expiation, même pièce que La Dame de Carouge (1831) ;
- Le Prince des sots, dont il subsiste un fragment : Guy le Rouge ;
- Louis de France ;
- Le Magnétiseur (1840) ;
- Les Trois ouvriers de Nuremberg (1840) ;
- De Paris à Pékin (1848) ;
- Pruneau de Tours (1850) ;
- La Main de gloire (1850) ;
- La Forêt-Noire ou La Margrave (vers 1850) ;
- La Mort de Rousseau (1850) ;
- La Fille de l'enfer, Aurore ou Francesco Colonna (1853) ;
- La Polygamie est un cas pendable (1853) ;
- Corilla a été intégré dans Les Filles du feu ;
- Panorama ;
- Dolbreuse, même pièce que Le Citoyen marquis.

Des titres suivants, évoqués à certains moments par Nerval, il ne reste rien, et certains n'ont probablement jamais été écrits :
- Tartuffe chez Molière ;
- La Mort de Brusquet ;
- Beppo ;
- L'Abbate ;
- L'Étudiant Anselme ;
- L'Homme de nuit ;
- Fouquet ;
- La Fiancée d'Abydos (ou de Corinthe) ;
- Première coquetterie d'étudiant ;
- Les Walkyries ;
- une imitation d'une tragédie de Racine ;
- La Reine de Saba, dont Nerval reprit l'histoire dans Le Voyage en Orient.

Nerval a également écrit les adaptations suivantes :

### Traductions
- Faust, de Goethe (1828)
- Poésies allemandes (Klopstock, Goethe…) (1830)

### Pamphlet
- Histoire véridique du canard, dans Monographie de la presse parisienne avec Honoré de Balzac (1842),
- Complainte sur la mort de haut et puissant seigneur le Droit d'aînesse…
- Les hauts faits des Jésuites…

### Écrits de Gérard de Nerval
1. ↑  Poésies allemandes : Klopstock, Goethe, Schiller, Burger / morceaux choisis et traduits par M. Gérard [de Nerval], 1830 (lire en ligne)
2. ↑  Choix de poésies de Ronsard, Du Bellay, Baïf, Belleau, Dubartas, Chassignet, Desportes, Regnier : précédé d'une introduction par M. Gérard, 1830 (lire en ligne)
3. ↑  Gérard, « Le Peuple... », Le Mercure de France, vol. XXX,‎ 1830, p. 281 (lire en ligne)
4. ↑  Gérard, « En avant marche ! », Le cabinet de lecture, no 104,‎ 14 mars 1831, p. 8 (lire en ligne)
5. ↑  Le père Gérard, Nos adieux à la Chambre des députés de l'an 1830, ou Allez-vous-en, vieux mandataires, 1831 (lire en ligne)
6. ↑  Gérard, « Cour de prison », Le cabinet de lecture, no 156,‎ 4 décembre 1831, p. 9 (lire en ligne)
7. ↑  Gérard de Nerval décrit sa visite dans une goguette de Saint-Germain-en-Laye et parle de son passé de goguettier dans le chapitre III : Une société chantante de son récit autobiographique Promenades et souvenirs.
8. ↑  « Le Monde dramatique : revue des spectacles anciens et modernes », sur Gallica, 1835 (consulté le 28 août 2022).
9. ↑  Sylvie.
10. ↑  Le Marquis de Fayolle, Michel Lévy frères, 1856 (lire en ligne)